# Gamma Monocerotis
Gamma Monocerotis (5 Monocerotis) é uma estrela na direção da constelação de Monoceros. Possui uma ascensão reta de 06h 14m 51.34s e uma declinação de −06° 16′ 29.0″. Sua magnitude aparente é igual a 3.99. Considerando sua distância de 644 anos-luz em relação à Terra, sua magnitude absoluta é igual a −2.49. Pertence à classe espectral K3III.